# Kedums-Torpa
Kedums-Torpa är ett naturreservat i Lidköpings kommun i Västra Götalands län.
Området består till stor del av gammal barrblandskog. En del träd är över 200 år. Det finns även torrträd och kullfallna träd. Terrängen är blockig och småkuperad. Mitt i området finns en liten bit åkermark.
Reservatet är skyddat sedan 1995 och omfattar 19 hektar. Det ligger 1,5 km sydost om Norra Kedums kyrka.
Området ingår i EU:s ekologiska nätverk av skyddade områden, Natura 2000.